# 24087 Ciambetti
24087 Ciambetti (tên chỉ định: 1999 UT3) là một tiểu hành tinh vành đai chính. Nó được phát hiện bởi Luciano Lai ở Osservatorio Madonna di Dossobuono ngày 27 tháng 10 năm 1999. Nó được đặt theo tên Roberto Ciambetti, một người Ttaly đặt điều luật mới về ô nhiễm ánh sáng thuộc Veneto.